# Dionne Rose-Henley
Dionne Rose-Henley, née le 7 novembre 1969 à Kingston et morte le 24 décembre 2018, est une athlète jamaïcaine, spécialiste du 100 mètres haies.

## Biographie
Elle atteint à plusieurs reprises la finale du 100 m haies des championnats du monde en plein air, se classant 7e en 1995, 5e en 1997, et 6e en 1999 et 2001. Elle termine par ailleurs cinquième des Jeux olympiques de 1996, à Atlanta, où elle établit la meilleure performance de sa carrière avec 12 s 64.
Elle remporte la médaille d'or des championnats d'Amérique centrale et des Caraïbes en 1998 et 2002.
Atteinte d'un cancer, elle meurt le 24 décembre 2018 à l'âge de 49 ans.

### Palmarès
| Date | Compétition                                      | Lieu         | Résultat | Épreuve          | Performance |
| ---- | ------------------------------------------------ | ------------ | -------- | ---------------- | ----------- |
| 1991 | Championnats d'Amérique centrale et des Caraïbes | Xalapa       | 2e       | 100 m haies      | 14 s 00     |
| 1991 | Championnats d'Amérique centrale et des Caraïbes | Xalapa       | 2e       | Saut en longueur | 6,08 m      |
| 1995 | Championnats du monde                            | Göteborg     | 7e       | 100 m haies      | 12 s 98     |
| 1996 | Jeux olympiques                                  | Atlanta      | 5e       | 100 m haies      | 12 s 74     |
| 1997 | Championnats du monde                            | Athènes      | 5e       | 100 m haies      | 12 s 87     |
| 1998 | Jeux d'Amérique centrale et des Caraïbes         | Maracaibo    | 1re      | 100 m haies      | 12 s 64     |
| 1998 | Coupe du monde des nations                       | Johannesburg | 4e       | 100 m haies      | 12 s 78     |
| 1999 | Championnats du monde en salle                   | Maebashi     | 7e       | 60 m haies       | 8 s 05      |
| 1999 | Championnats du monde                            | Séville      | 6e       | 100 m haies      | 12 s 80     |
| 2001 | Championnats du monde                            | Edmonton     | 6e       | 100 m haies      | 12 s 79     |
| 2002 | Jeux d'Amérique centrale et des Caraïbes         | San Salvador | 1re      | 100 m haies      | 13 s 67     |

### Records
| Épreuve          | Performance | Lieu                     | Date                                      |
| ---------------- | ----------- | ------------------------ | ----------------------------------------- |
| 60 m haies       | 7 s 96      | Liévin                   | 16 février 1997                           |
| 100 m haies      | 12 s 64     | Atlanta Zurich Maracaibo | 31 juillet 1996 12 août 1998 16 août 1998 |
| Saut en longueur | 6,72 m      | Kingston                 | 23 juin 1995                              |